# Thysanopyga fuscaria
Thysanopyga fuscaria là một loài bướm đêm trong họ Geometridae.